# Nagauta
Nagauta (長唄?), letteralmente "lunga canzone", è un genere di musica giapponese usata nel teatro kabuki. 

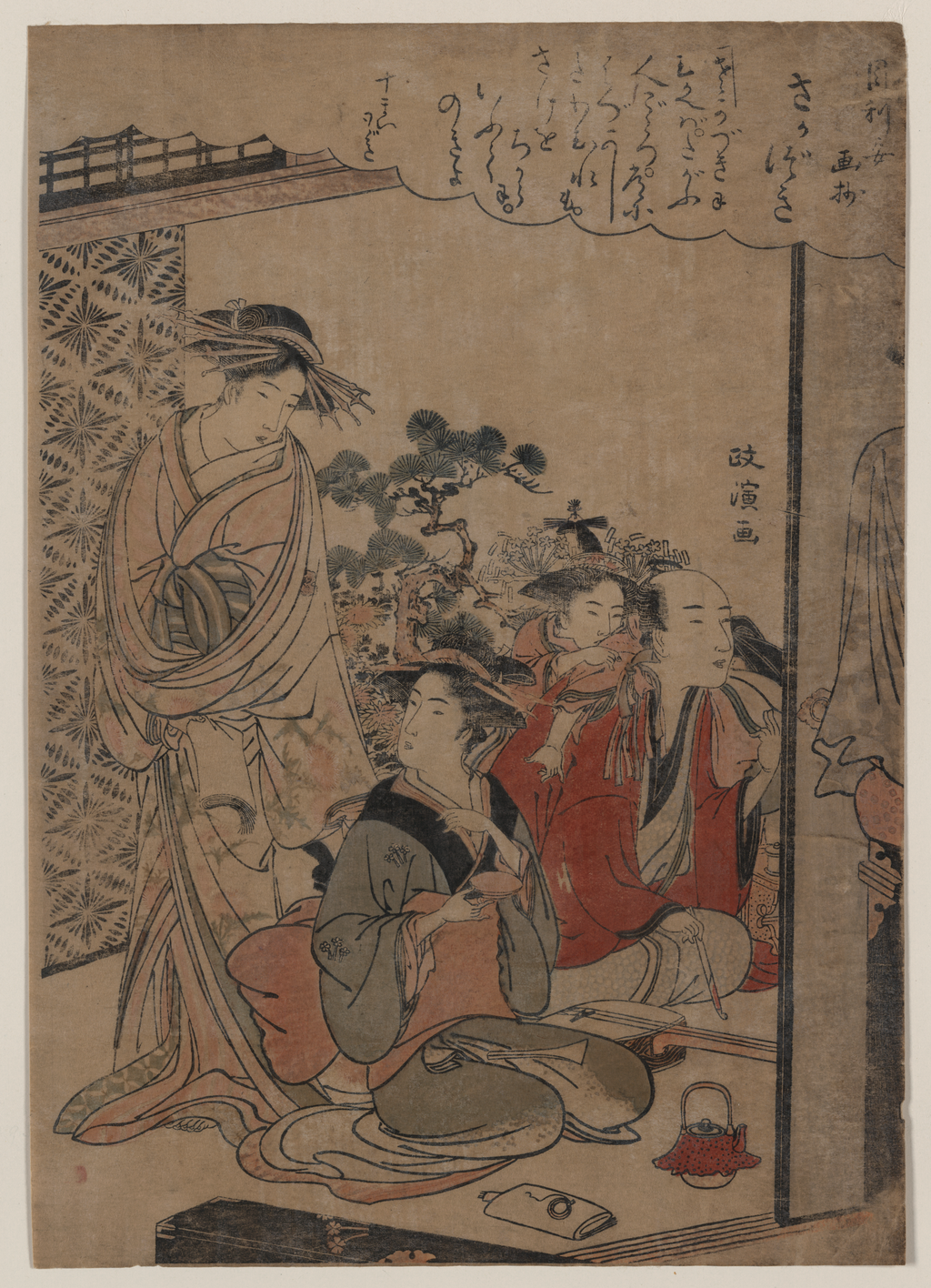
Santō Kyōden, Coppa di Sakè, 1783-1784, rappresentazione di un meriyasu

Sviluppatasi intorno agli anni '40 del XVIII secolo, influenzata dallo stile yōkyoku usato nel teatro Nō, tra gli strumenti che vengono utilizzati vi sono lo shamisen, lo shinobue  e diversi tipi di taiko. Gli esecutori, generalmente, suonano e cantano contemporaneamente.
Questo genere è alla base della Sinfonia Nagauta, sinfonia in un movimento composta nel 1934 da Kōsaku Yamada.
Il Meriyasu è considerato un suo sottogenere.